# Villarigán
Villarigán es un lugar español de la parroquia de Escoredo, perteneciente al municipio de Pravia, en la comunidad autónoma de Asturias.

## Historia
Hacia mediados del siglo XIX, el lugar, ya por entonces perteneciente a la parroquia de Escoredo del municipio de Pravia, tenía contabilizada una población de 190 habitantes. Aparece descrito en el decimosexto y último volumen del Diccionario geográfico-estadístico-histórico de España y sus posesiones de Ultramar de Pascual Madoz con las siguientes palabras:

VILLARIGAN: l. en la prov. de Oviedo, ayunt. de Pravia y felig. de Santiago de Escoredo. sit. en la vertiente meridional de esta cord. en una pequeña llanada á la mitad de la subida del lugar de Cañedo, y sigue su cumbre que media entre Escoredo y Villamejan; su terreno es muy pendiente, pero de buena calidad; se cria buen ganado vacuno, lanar, cabrio; buenos prados regadios con muchos arbolados de todas clases. prod.: escanda, maiz, patatas, habas, lino y demas frutos. pobl.: 44 vec. y 190 alm.
(Madoz, 1850, p. 266)

En 2023, la entidad singular de población de Villarigán tenía empadronados 24 habitantes, todos ellos en el núcleo de población de ese nombre.